# DMT (Unternehmen)
Die DMT GmbH & Co. KG ist eine international tätige, unabhängig arbeitende Ingenieur- und Consultinggesellschaft mit Sitz in Essen. Gegründet im Jahr 1990, ist DMT seit dem Jahre 2007 ein Tochterunternehmen der TÜV NORD AG, fungiert als eigenständige Konzernmarke im Verbund der TÜV NORD GROUP und bündelt unter der Marke DMT die Engineering- und Consultingleistungen des Konzerns.
Zur DMT-Gruppe zählen insgesamt 16 Ingenieur- und Consultingfirmen mit weltweit ca. 30 Standorten und rund 1.100 Mitarbeitern. Der Jahresumsatz der Gruppe beträgt rund 130 Millionen Euro. DMT erzielt heute mehr als 50 % des Umsatzes im Ausland und arbeitet an mehr als 40 laufenden Forschungsvorhaben in Partnerschaft mit Industrie, Forschungseinrichtungen und Universitäten auf internationaler Ebene.

## Geschichte
Die DMT GmbH & Co. KG existiert in der jetzigen Unternehmensform seit 1990. DMT ist aus einer Reihe von Unternehmensfusionen hervorgegangen: Die Wurzeln von DMT reichen bis ins Jahr 1737 zurück – auf die Gründung der Märkischen Gewerkschaftskasse. Die Märkische Gewerkschaftskasse fusionierte im Jahr 1864 mit der Essen-Werdenschen Gewerkschaftskasse zur Westfälischen Berggewerkschaftskasse (WBK). Die Aufgaben der WBK bestanden darin, die bergmännische Ausbildung und die Forschung im Bergbau zu verbessern, mit dem Ziel, die Arbeit im Bergbau sicherer zu gestalten. Den Grundstein dazu legten die Bochumer Bergschule und die erdmagnetische Warte des Bochumer Bergamtes.
In den folgenden Jahrzehnten entwickelte sich die WBK durch ihre Forschungsarbeit zu einem Bindeglied zwischen Staat, Universitäten, Zechen und bergbaulichen Zulieferfirmen. Als Folge des Rückgangs des Bergbaus etablierte die WBK in den 1990er Jahren die Unternehmenslinien Steinkohlenbergbauverein mit der Bergbau-Forschung GmbH, die Westfälische Berggewerkschaftskasse (WBK) und die Versuchsgrubengesellschaft mbH in dem neu geschaffenen Deutsche Montan Technologie für Rohstoff, Energie, Umwelt e.V. Innerhalb dieses Vereins bildeten sich zwei Gesellschaften heraus:
- die DMT-Gesellschaft für Forschung und Prüfung mbH und

- die DMT-Gesellschaft für Lehre und Bildung mbH, in der sich alle Aus- und Fortbildungszentren zusammenschlossen und die heute das Bergbau-Museum und die Hochschule Georg Agricola in Bochum betreibt.

Aus der DMT-Gesellschaft für Forschung und Prüfung mbH ging die heutige DMT GmbH & Co. KG hervor, deren Name aber keine Abkürzung für Deutsche Montan Technologie ist, sondern ein Eigenname und die nicht mit dem ebenfalls noch existierenden Deutsche Montan Technologie e.V. oder der DMT-Gesellschaft für Lehre und Bildung mbH zu verwechseln ist.

## Organisation
Die DMT GmbH & Co. KG betreibt 19 Prüf- und Fachstellen für Sicherheit, davon sind 17 entweder akkreditiert oder behördlich anerkannt. Zudem sind ca. 100 anerkannte Sachverständige bei DMT beschäftigt.

## Leistungsspektren
DMT erbringt Ingenieurdienstleistungen in den Hauptmärkten Anlagenbau und Verfahrenstechnik, Bauwesen und Infrastruktur, Bergbau sowie Öl und Gas. Zu den Hauptaktivitäten gehören Engineering, Consulting, Geotechnik und Exploration. Daneben entwickelt und baut das Unternehmen Mess- und Überwachungssysteme für den Einsatz in verschiedenen Branchen und stellt Prüfsysteme her.

### Geo Engineering und Exploration
Im Bereich „Geo-Engineering und Exploration“ bringt DMT die Fähigkeiten und Dienstleistungen zusammen, die für die Entwicklung, Planung und Überwachung von Infrastrukturprojekten erforderlich sind: beispielsweise Geotechnik und Baugrunderkundung; Trassenengineering; Nachbergbau; Geomonitoring und Ingenieurvermessung. Zu typischen Projekten zählt auch die Identifizierung von Risiken während der Bauphase des Brennerbasistunnels, der Österreich mit Italien verbindet.

### Bergbau-Consulting und -Engineering
Im Bereich des Bergbaus unterstützt DMT Investoren, Regierungen und Bergbaubetreiber entlang des gesamten Lebenszyklus eines Bergwerks. Die Leistungen beginnen mit der Aufsuchung und Abschätzung von Rohstoffressourcen, Machbarkeitsstudien, Abbauplanungen, Investmentstudien und Produktionsplanung. Auch überwacht DMT den Bau oder Umbau von Bergwerken und den zugehörigen Anlagen und ist ein Partner für Arbeitssicherheit, Energieeffizienz und Umweltschutz. Zu den typischen Leistungen zählt in diesem Geschäftsfeld der Teilrückbau von Schachtanlagen inklusive der Altlastensanierung wie bei der Zeche Zollverein, dem UNESCO-Weltkulturerbe in Essen.

### Industrial Engineering
DMT plant und baut im Bereich „Industrial Engineering“ verfahrenstechnische Anlagen sowohl für Kokereien als auch im Bereich der Chemie und Petrochemie. Für den Bergbau werden Baustoffanlagen geplant und gebaut, die Baustoffe und Reststoffe pneumatisch oder hydraulisch an den Einsatzort fördern und dort verwenden. Die rheologische Charakterisierung und Rezeptentwicklung geeigneter Baustoffe ist die Basis der Anlagenplanung.

### Anlagen- und Produktsicherheit
Im Bereich „Anlagen- und Produktsicherheit“ befasst sich DMT mit den Themen Brand- und Explosionsschutz sowie Sicherheit von gebäudetechnischen Anlagen (z. B. Klima, Trinkwasser-, Lösch- und Brandmeldeanlagen) und der Produktsicherheit und -qualität. In verschiedenen Prüflaboratorien werden brandtechnische Prüfungen (z. B. an Produkten aus den Bereichen Bau, Bahn, Schifffahrt oder Kfz) sowie Filter- und Kälteanlagenprüfungen durchgeführt. In Bochum betreibt DMT das „DMT-Prüflaboratorium für Zerstörungsfreie und Zerstörende Prüfung“. Hier werden Seile überprüft, die zum Beispiel Dächer, Brücken oder Offshore-Schwimmkräne halten. Am Standort in Krefeld befindet sich ein DMT-Testzentrum für die Prüfung antriebstechnischer Komponenten wie z. B. Getrieben von Windkraftanlagen. Die Sachverständigen, Prüfingenieure und -techniker von DMT inspizieren Anlagen, prüfen Produkte und Geräte, erstellen Sicherheitskonzepte und bieten Beratungsleistungen an.

### Explorationsseismik
Im Bereich der Explorationsseismik bietet DMT Lösungen zu 2D-, 3D- und 4D-Reflexionsseismik an Land und im Flachwasser sowie Refraktionsseismik, Vertical Seismic Profiling (VSP), Datenverarbeitung und Modellierung an.

## Produkte

DMT Gyromat 5000: Kreiselmesssystem mit einer Genauigkeit von 1/1000stel Gon

DMT entwickelt Überwachungssysteme sowie Prüf- und Messgeräte für unterschiedliche Anwendungsfelder, beispielsweise Geomesssysteme, Monitoring-Systeme und Geräte zur Strömungsmessung. Darüber hinaus bietet das Unternehmen Leistungen zur Optimierung in der Stahlerzeugung an. Im Anwendungsfeld „Condition Monitoring“ fertigt und vertreibt DMT die XSafe-Produktfamilie zur Zustandsüberwachung von Anlagen. Darüber hinaus hat DMT mit Safeguard eine Online-Monitoring-Plattform zur kontinuierlichen und vorausschauenden Überwachung von Risiken und Gefahren entwickelt, die u. a. von Bodenbewegungen, Erschütterungen, Deformationen oder anderen strukturellen Integritätseinflüssen ausgehen. Zudem ist DMT Hersteller von synthetischen Prüf- und Teststäuben, die unter anderem die Charakteristika von realem Hausstaub simulieren und mit denen die Staubsaugerindustrie weltweit beliefert wird.